# Hedychium neocarneum
Hedychium neocarneum är en enhjärtbladig växtart som beskrevs av T.L.Wu, K.Larsen och Nicholas J. Turland. Hedychium neocarneum ingår i släktet Hedychium och familjen Zingiberaceae. Inga underarter finns listade i Catalogue of Life.